# مارك إيلين
مارك إيلين (بالإنجليزية: Mark Ellen)‏ هو ناقد موسيقي وصحفي بريطاني، ولد في 16 سبتمبر 1953 في هامبشير في المملكة المتحدة.